# Didinium

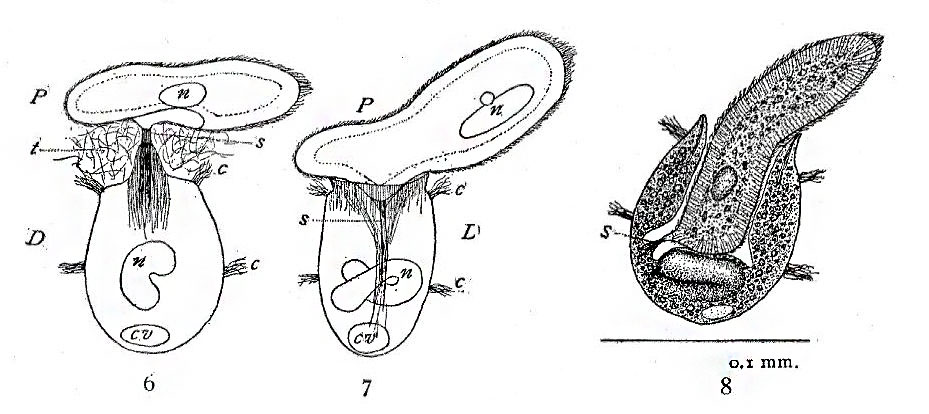
Didinium nasutum frisst Pantoffeltierchen. Zeichnung von S. O. Mast, 1909

Didinium, deutsch Nasentierchen ist eine Gattung einzelliger Organismen aus dem Stamm der Wimpertierchen (Ciliophora). Sie ernähren sich weitgehend von Pantoffeltierchen.

## Merkmale
Didinium ist von annähernd ei- bis fassförmiger Gestalt, am Hinterende breit rundlich, am vorderen Mundbereich abgeflacht und mit einem kurz herausgehobenen kegelförmigen Fortsatz. 
Mittig um die Zelle herum zieht sich ein Gürtel aus zwei schmalen Wimpernreihen, deren Kinetosomen diagonal zur Körperachse angeordnet sind. Ein weiterer solcher Wimperngürtel verläuft am Vorderende unmittelbar an der „Schulter“, der Kante zum vorderen Mundbereich. Die restliche Zelle ist weitgehend unbewimpert.
Die Mundöffnung ist nicht dauerhaft, sondern wird erst zur Nahrungsaufnahme ausgebildet, sie kann sich zu diesem Zweck extrem weiten. Der Makronukleus ist wurst- bis hufeisenförmig, die kontraktile Vakuole liegt am Hinterende.

## Arten
- Didinium aiveolatum
- Didinium armatum
- Didinium balbiani
- Didinium chlorelligerum
- Didinium cinctum
- Didinium faurei
- Didinium gargantua
- Didinium impressum
- Didinium nasutum
- Didinium rostratum

## Nachweise
- Xu Kaiqin: The World of Protozoa, Rotifera, Nematoda and Oligochaeta, Eintrag zur Gattung online, Zugriff am 13. November 2009